# Fabien De Vooght
Fabien De Vooght, né le 16 octobre 1959 à Lille et mort le 25 décembre 1997 à Villeneuve-Loubet, est un coureur cycliste professionnel français.

## Palmarès

### Amateur
- Amateur
  - 1974-1981 : 56 victoires

- 1979
  - 2e du Grand Prix de Lillers
  - 3e du Tour de Seine-et-Marne

- 1980
  - 2e du Grand Prix de Lillers
  - 2e de Paris-Briare
  - 2e du championnat d'Île-de-France sur route
  - 3e de Paris-Épernay

- 1981
  -  Champion de France du contre-la-montre par équipes[n 1]
  - Annemasse-Bellegarde et retour
  - Tour de Franche-Comté
  - 2e de la Route de France
  - 2e de Paris-Mantes
  - 2e de Paris-Montargis
  - 3e du Ruban granitier breton

- 1986
  - Grand Prix de Cannes amateurs

- 1987
  - Grand Prix de Puy-l'Évêque

- 1988
  - 1re étape du Grand Prix de l'Amitié
  - 3e du Grand Prix de l'Amitié

- 1989
  - Grand Prix de Cannes amateurs

- 1990
  - Championnat du Languedoc-Roussillon

### Professionnel
- 1982
  - Grand Prix de Plumelec
- 1983
  - 3e des Boucles de Sospel
  - 8e du Tour de l'Avenir

## Résultats sur les grands tours

### Tour d'Italie
1 participation
- 1983 : 118e

### Tour d'Espagne
1 participation
- 1982 : 62e